# Kevin Krawietz
Kevin Krawietz (n. 24 ianuarie 1992, Coburg, Regatul Bavariei, Germania) este un jucător de tenis profesionist german, specializat în jocul de dublu.
Este de două ori campion de Grand Slam, după ce a câștigat titlul de dublu la French Open atât în 2019, cât și în 2020 alături de compatriotul său, Andreas Mies. Perechea a ajuns, de asemenea, în semifinale la US Open 2019 și s-a calificat în finala ATP 2019 și 2020. Krawietz a ajuns în semifinalele de dublu mixt la Wimbledon 2021 în parteneriat cu Květa Peschke.